# Anthony Racioppi
Anthony Racioppi, né le 31 décembre 1998, est un footballeur professionnel suisse qui évolue au poste de gardien de but au FC Sion.

## Biographie

### Carrière en club

#### Olympique lyonnais (2012-2020)
Il quitte le CS Chênois pour rejoindre l'Olympique lyonnais alors qu'il n'a que 9 ans.
Il restera au sein du club jusqu'en 2020.

#### Dijon FCO (2020-2022)
Le 25 septembre 2020, le Dijon FCO officialise l'arrivée d'Anthony Racioppi où il signe un contrat de quatre ans. Il y pallie le départ de l'Islandais Rúnar Alex Rúnarsson pour l'Arsenal FC et y retrouve Grégory Coupet, son ancien entraîneur à Lyon. Il fait ses débuts professionnels le 8 novembre 2020 à Metz. Il s'illustre en arrêtant un penalty de Opa Nguette (10e journée, 1-1). Lors de son deuxième match, face au RC Lens, il commet une erreur entraînant un but adverse et la défaite de son équipe (11e journée, défaite 0-1). À la suite de la nomination de David Linarès au poste d'entraîneur mi-novembre, il s'impose comme titulaire devant Saturnin Allagbé.
Cependant, malgré quelques prestations remarquables qui permirent à son équipe de sortir la tête de l’eau, il commit une grossière bourde contre Lorient (défaite 3-2), rencontre capitale pour le maintien, et il perdit sa place de titulaire dans les cages après l’enchaînement de plusieurs boulettes.
Il quitte, en janvier 2022, le Dijon FCO pour retourner en suisse.

#### BSC Young Boys (2022-2024)
Le 10 janvier 2022, il annonce qu'il quitte le Dijon FCO pour retourner en suisse où il signe au BSC Young Boys, il signe un contrat jusqu'en juin 2025,.
À la suite de la blessure en fin d'année 2022 du gardien titulaire, David von Ballmoos, il devient le titulaire dans les cages.
Lors de la saison 2022-2023, il devient champion de Super League pour la première fois, c'est le 16e titre du club et de la Coupe de Suisse.
Le 28 mai, il doit mettre un terme à sa saison, à la suite d'une blessure au genou, il est donc indisponible pour le dernier match de la saison (en Super League et la finale de Coupe de Suisse qui a lieu le dimanche 4 juin (2023). Il sera absent durant environ 4 semaines.
En septembre 2023, David von Ballmoos est annoncé de nouveau disponible. Le club annonce que Racioppi restera le no 1 dans la cage de Young Boys et que Marvin Keller est prêté au FC Winterthour,.
Il joue son premier match de Ligue des Champions, le 20 septembre 2023, YB perd 3-1 contre RB Leipzig au Wankdorf.
En janvier 2024, malgré ses bonnes performances il perd le statut de no 1 au poste de gardien.
Il quitte le club de la capitale en août 2024 pour l'Angleterre.

#### Hull City (2024-2025)
Le 8 août 2024, il annonce rejoindre Hull City,. Il signe un contrat de trois ans avec une option d'une année supplémentaire avec le club,. Il fait ses débuts avec le club anglais le 14 août 2024 en Coupe de la Ligue. Il encaisse un but en raison d'une « grosse erreur ».
Fin janvier 2025, il est annoncé qu'il quitte le club pour rejoindre la 2. Bundesliga sous forme de prêt.
Il quitte le club et l'Angleterre pour retourner en Suisse et en Super League.

##### Prêt au FC Cologne (2025)
Il est prêté au FC Cologne, qui évolue en 2. Bundesliga, de janvier à juin 2025. Le club allemand annonce fin mai qu'il ne conserve pas le gardien genevois.

#### Retour en Suisse au FC Sion (Depuis 2025)
Le 25 juin 2025, le FC Sion annonce l'arrivée du gardien, qui signe un contrat de quatre ans, soit jusqu'en juin 2029.

### Carrière internationale
Le 16 novembre 2018, il reçoit sa première sélection avec les espoirs, lors d'un match amical contre l'équipe de France (score : 1-1).
Le 11 septembre 2023, il a été convoqué en équipe de Suisse pour le match de mardi face à Andorre dans les éliminatoires de l'Euro 2024 en remplacement de Gregor Kobel, blessé,.

## Palmarès
| Olympique lyonnais                     | BSC Young Boys (3)                                                                          |
| -------------------------------------- | ------------------------------------------------------------------------------------------- |
| - Coupe de France : - Finaliste : 2020 | - Championnat de Suisse : - Vainqueur en 2023 et 2024 - Coupe de Suisse - Vainqueur en 2023 |
| FC Cologne (1)                         |                                                                                             |
| - 2. Bundesliga - Champion : 2025      |                                                                                             |